# Ptenomela mexicana
Ptenomela mexicana är en skalbaggsart som beskrevs av Soula 2002. Ptenomela mexicana ingår i släktet Ptenomela och familjen Rutelidae. Inga underarter finns listade i Catalogue of Life.